# A menekülő ember (Stephen King)
A menekülő ember (The Running Man) Stephen King amerikai író 1982-ben, eredetileg Richard Bachman néven megjelent regénye. Magyarul először az Európa Könyvkiadónál jelent meg a regény, Bihari György fordításában, 2004-ben.

## Cselekmény
Benjamin Richards történetéről van szó, aki a jövő egyik közkedvelt vetélkedőjének, A menekülő embernek a résztvevője. 
2025-ben járunk, és jó néhány dolog megváltozott az Egyesült Államokban, és a világban. Elsősorban az, hogy kevesebb a munka; Ben Richards-nak pedig meg kell oldania felesége és kislánya megélhetését. Miután nem tud munkát szerezni, jelentkezik a vetélkedőre és ezzel egyúttal majdnem minden amerikai lakos célpontjává válik. El akarják kapni, vagy legalábbis rendőrkézre akarják juttatni, hogy így jussanak pénzhez. Ben Richards pedig mindenáron meg akar szökni egy teljes hónapra, hogy elvihesse a fődíjat: egy milliárd új amerikai dollárt. Ennek érdekében nemcsak jogosult arra, hogy megölje a szervezők által felfogadott embervadászokat, de minden alkalommal kap is egy bizonyos összeget azért, ha ezt megteszi.
A show természetesen csak akkor show, hogyha magas a nézettségi arány. Így aztán induláskor egy videókamerát és számos kazettát nyomnak Ben Richards kezébe. Naponta két kazettát kell visszajuttatnia a szervezőknek, rajta néhány kedves vagy kelletlen mondattal, egyébként elesik a pénztől.
Kezdődik hát a játék és Ben keresztül-kasul menekül Amerikában és megpróbál nem feltűnni. Sosem tudhatja, kiben bízhat és lassan azt is megérti, hogy a szervezők mindent megtesznek annak érdekében, hogy kielégítsék a nagyközönséget – hogy megöljék őt, az új évezred egyik gladiátorát.

## Érdekességek
A könyv első magyar nyelvű kiadásának borítóján a szerző nevét rosszul írták, Bachman helyett Bachmann szerepel rajta.
A történet a szerző bevallása szerint hetvenkét óra leforgása alatt keletkezett.

## Magyarul
- Richard Bachman: A menekülő ember; ford. Bihari György; Európa, Bp., 2004

## Feldolgozás
A történetből 1987-ben azonos címmel készült filmváltozat Arnold Schwarzenegger főszereplésével.